# Théâtre national de Bucarest
Le Théâtre national de Bucarest ou Théâtre national de Bucarest Ion Luca Caragiale (en roumain : Teatrul Național Ion Luca Caragiale București), est l'un des théâtres nationaux de la Roumanie, située dans la capitale Bucarest sur la place de l'Université.

## Historique

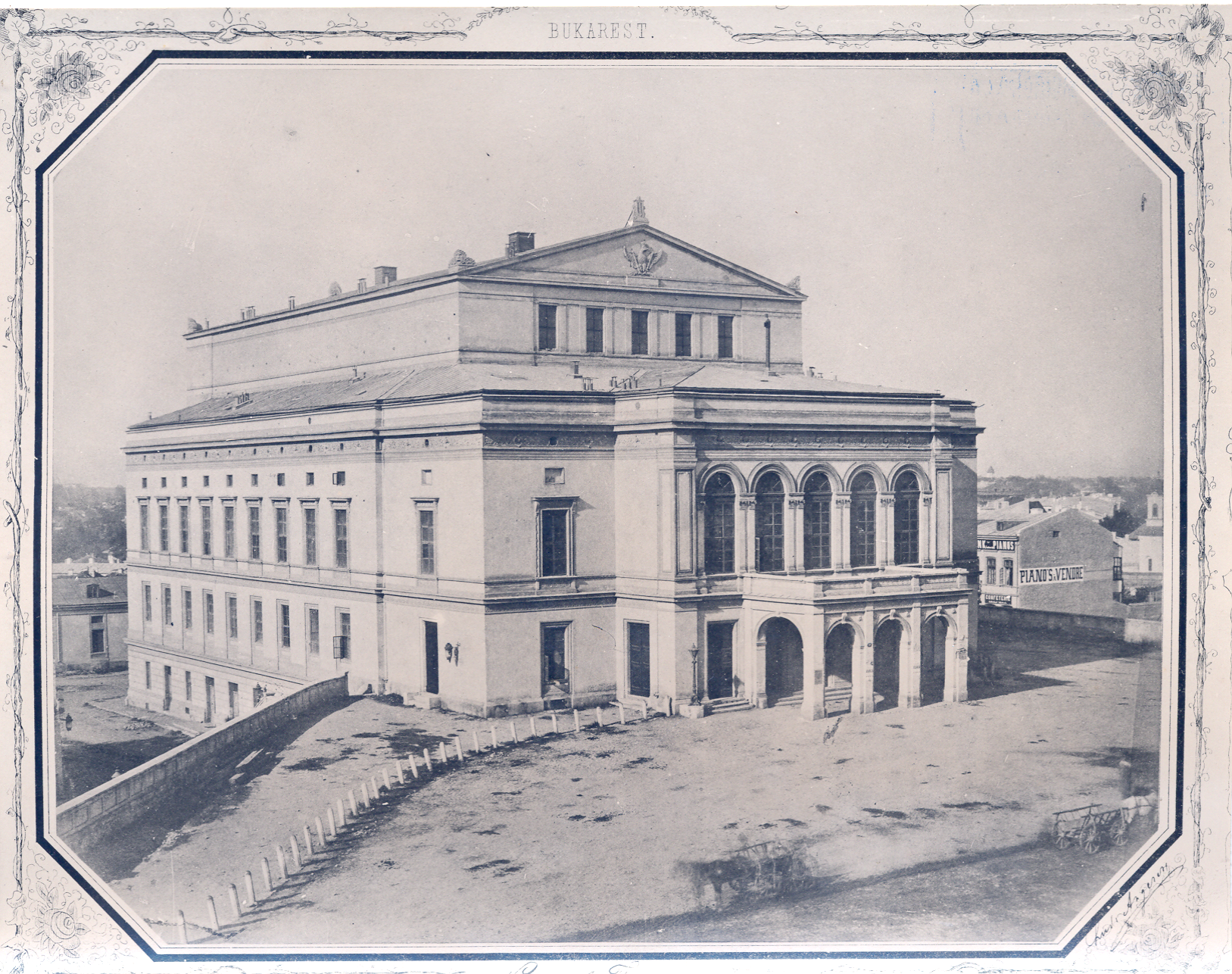
L'ancien théâtre national de Bucarest.

En avril 1836, l'écrivain et poète Ion Heliade Rădulescu et le ministre roumain Ion Câmpineanu fondent la Societatea Filarmonica, puis achètent l'auberge Câmpinencii afin de  construire un théâtre National sur ce site. Ils commencent à collecter de l'argent et des matériaux à cet effet.
En 1840, le projet théâtral reçoit le soutien du prince de la principauté de Valachie, Alexandre II Ghica. C'est le prince hospodar, Georges III Bibesco qui propose un autre lieu plus central sur la Calea Victoriei.
Le théâtre de Bucarest a été créé sous le nom de "Teatrul cel Mare din București" («Grand Théâtre de Bucarest») en 1852, son premier directeur étant Costache Caragiale. Le théâtre est devenu une institution nationale en 1864 par un décret du Premier ministre Mihail Kogălniceanu
En 1875, le théâtre fut officiellement désigné comme le Théâtre national. Il est désormais administré par le ministère roumain de la Culture.
En 1877, George Stephănescu, professeur de chant et de musique à l'université nationale de musique de Bucarest, fut nommé directeur du Théâtre national de Bucarest. Il élargit le répertoire musical roumain dans le domaine de l'opéra.
Durant la Seconde Guerre mondiale, le théâtre est détruit par les bombardements de la  Luftwaffe le 24 août 1944. Un nouveau bâtiment est construit entre 1964 et 1973 par les architectes Horia Maicu, Romeo Belea et Nicolae Cucu, puis modifié en 1982 sous la direction de l'architecte Cezar Lăzărescu.

### Directeurs
1. Costache Caragiale, Ioan A.Wachmann : 1852–1853, Costache Caragiale : 1853–1855
2. Matei Millo : 1855–1859, 1861–1866, 1870–1871
3. C. A. Rosetti : 1859–1860
4. Direcția Comitetului Teatrelor: 1860–1861
5. Costache Dimitriade : 1866–1867
6. Matei Millo, Mihail Pascaly : 1867–1868
7. Grigore Bengescu : 1868–1870
8. Mihail Pascaly : 1871–1874, 1876–1877
9. Societatea Dramatică : 1874–1875
10. Al. Odobescu : 1875–1876
11. Ion Ghica : 1877–1881
12. Constantin Cornescu : 1881–1882
13. Grigore C. Cantacuzino : 1882–1887, 1889–1898
14. Constantin I. Stăncescu : 1887–1888
15. Ion Luca Caragiale : 1888–1889
16. Grigore C. Cantacuzino, Petre Grădişteanu : 1898–1899
17. Scarlat Ghica : 1899–1901
18. Ştefan Sihleanu : 1901–1905
19. Alexandru Davila : 1905–1908
20. Pompiliu Eliade : 1908–1911
21. Ion Bacalbașa : 1911–1912
22. A. Davila, I.A. Brătescu–Voinești, George Diamandi : 1912–1914
23. George Diamandi : 1914–1915
24. Alexandru Mavrodi : 1915–1916, 1922–1923, 1931–1933
25. Première Guerre mondiale : 1917–1918
26. Constantin Rădulescu-Motru, I. Peretz : 1918–1919
27. Ion Peretz, Victor Eftimiu : 1919–1920
28. Victor Eftimiu : 1920–1921
29. Victor Eftimiu, Al. Mavrodi : 1921–1922
30. Ion Valjan : 1923–1924
31. Corneliu Moldovanu, Ion Minulescu : 1924–1925
32. Corneliu Moldovanu, Al. Hodos : 1925–1927
33. Corneliu Moldovanu : 1927–1928
34. Corneliu Moldovanu, Liviu Rebreanu : 1928–1929
35. Liviu Rebreanu, Victor Eftimiu : 1929–1930
36. Ion Grigore Perieţeanu, Al. Mavrodi : 1930–1931
37. Al. Mavrodi, Paul Prodan : 1933–1934
38. Paul Prodan : 1934–1937
39. Paul Prodan, Ion Marin Sadoveanu : 1937–1938
40. Ion Marin Sadoveanu, Camil Petrescu : 1938–1939
41. Camil Petrescu, Ion Marin Sadoveanu : 1939–1940
42. Ion Marin Sadoveanu, Haig Acterian, Liviu Rebreanu : 1940–1941
43. Liviu Rebreanu : 1941–1944
44. Victor Eftimiu, Nicolae Carandino, Tudor Vianu : 1944–1945
45. Ion Pas : 1945–1946
46. Ion Pas, Zaharia Stancu : 1946–1947
47. Zaharia Stancu : 1947–1952
48. Ioan Popa : 1952–1953
49. Vasile Moldoveanu : 1953–1956
50. Ion Marin Sadoveanu : 1956–1959
51. Zaharia Stancu : 1959–1969
52. Radu Beligan : 1969–1990
53. Andrei Şerban : 1990–1993
54. Fănuș Neagu : 1993–1996
55. Ion Cojar : 1996–2001
56. Dinu Săraru : 2001–2004
57. Ion Caramitru : 2005–2021[1]

## Caractéristiques
Le nouveau bâtiment, reconstruit entre 2010 et 2014, a été inauguré à la fin de l'année 2014. Il comprend sept salles, dont la Grande salle (Sala Mare) qui dispose de 900 sièges ; c'est le plus grand et le plus moderne bâtiment de théâtre d'Europe,.